# SQUID

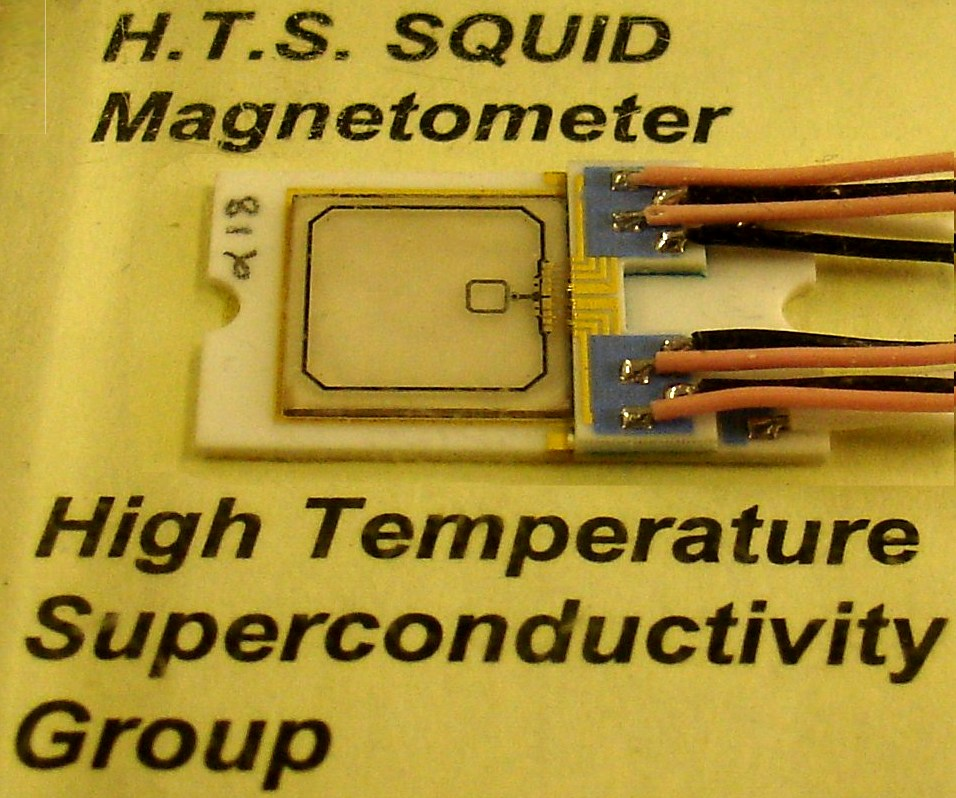
Sensor de fluxo magnético SQUID

SQUID, do inglês Superconducting Quantum Interference Device, é um sensor de fluxo magnético bastante sensível, que combina dois fenômenos físicos: a quantização de fluxo em um anel supercondutor e o efeito Josephson. Sua sensibilidade o torna essencial em algumas aplicações, como na medição de sinais magnéticos gerados no cérebro, de campos geomagnéticos flutuantes em áreas remotas para a detecção de ondas gravitacionais e observação de ruído de spin em um conjunto de núcleos magnéticos. Em alguns casos o SQUID não é usado como detector de campo magnético, mas sim como amplificador de corrente de baixo ruído, por exemplo como sensor de corrente em um captador supercondutor ou na leitura de detectores criogênicos. SQUIDs são sensores versáteis que são capazes de medir qualquer quantidade física que possa ser convertida em fluxo magnético, como campo magnético, gradiente de campo magnético, susceptibilidade magnética, corrente, tensão ou deslocamento mecânico.

## Tipos de sensores
Existem dois tipos de SQUIDs, um que utiliza corrente contínua, que é formado por duas junções de Josephson e outro que é formado por apenas uma junção de Josephson e que utiliza radiofrequência. O SQUID CC foi inventado por Robert Jaklevic, John J. Lambe, James Mercereau e Arnold Silver em 1964. Alguns anos depois, Arnold Silver e James Zimmermann introduziram o SQUID de radiofrequência, que é uma única junção de Josephson dentro de um anel supercondutor. Sua invenção teve grande impacto devido ao fato de usar apenas uma junção e, por isso, ser mais facilmente fabricada.

### SQUID de corrente contínua (CC)

Esquema de um SQUID de corrente contínua.

O SQUID CC une duas junções de Josephson conectadas em paralelo por um fio supercondutor. As junções têm espessura de aproximadamente 1 nm. Se uma corrente {\displaystyle I} for aplicada a esse sistema, devido a simetria e, considerando que não há campos magnéticos atuando, a corrente deve se espalhar igualmente nas duas partes do dispositivo. A intensidade da corrente pode ser aumentada até que atinja o valor duas vezes maior que a corrente crítica de uma junção {\displaystyle I_{0}}.
Em materiais supercondutores se observa que o fluxo magnético total é quantizado, ou seja, em um material supercondutor, ele sempre aparece como um múltiplo inteiro de um quanta de fluxo magnético
{\displaystyle \Phi =\Phi _{ext}+\Phi _{S}=n\Phi _{0}}
Onde {\displaystyle \Phi _{ext}} é o fluxo externo e {\displaystyle \Phi _{S}} é o fluxo interno do supercondutor.
Sendo assim, ao se aplicar um pequeno campo magnético {\displaystyle \Phi <\Phi _{0}/2}, surgirá no dispositivo uma corrente {\displaystyle I_{S}} de modo a anular esse campo externo. Em um lado, a corrente {\displaystyle I_{S}} terá o mesmo sentido da corrente aplicada no SQUID, no outro terá sentido oposto, ou seja, as correntes serão {\displaystyle I/2+I_{S}} em um dos lados e {\displaystyle I/2-I_{S}} no outro. Quando a corrente em um dos lados alcançar a corrente crítica da junção {\displaystyle I_{0}}, aparecerá uma diferença de potencial no anel.
Se o fluxo externo for maior que {\displaystyle \Phi _{0}/2}, é energeticamente favorável gerar uma corrente de modo a aumentar o fluxo interno, para que o fluxo total alcance o próximo múltiplo inteiro de {\displaystyle \Phi _{0}}. A corrente {\displaystyle I_{S}} será, portanto, no sentido oposto ao caso contrário. Logo, se o fluxo magnético for aumentado continuamente, a corrente oscilará mudando de sentido cada vez que o fluxo for aumentado de {\displaystyle \phi _{0}/2}.
Sempre que uma corrente um pouco maior que {\displaystyle I_{0}} for aplicada no SQUID, o sistema se tornará resistivo. A voltagem medida é, portanto, uma função periódica que depende do fluxo magnético aplicado, com período igual a um quanta de fluxo e é baseado nisso que é feita a medida do campo magnético externo. Variando o fluxo de 0 a {\displaystyle \Phi _{0}/2} a variação na voltagem medida é de
{\displaystyle \Delta V=(\Phi _{0}/L)(R/2)}
Onde R e L são a resistência e a indutância do SQUID. É medindo essa diferença de potencial, portanto, que se encontra o fluxo magnético. 

### SQUID de radiofrequência (RF)
O SQUID RF consiste em um anel contendo uma única junção de Josephson. A corrente que passa pelo anel é dada por
{\displaystyle I=-I_{0}sen(2\pi \Phi /\Phi _{0})}
O fluxo magnético no anel é a soma do fluxo externo {\displaystyle \Phi _{ext}} e o fluxo interno que é proporcional a corrente e a indutância do anel
{\displaystyle \Phi =\Phi _{ext}+LI}
Onde o fluxo externo inclui o fluxo {\displaystyle \Phi _{a}} a ser medido e o fluxo de radiofrequência, obtido acoplando indutivamente o anel a bobina de radiofrequência que pertence a um circuito LC em paralelo. A frequência de oscilação é próxima ou igual a frequência de ressonância {\displaystyle f_{0}=\omega _{0}/2\pi } e pode variar de 20 MHz até 10 GHz.
O comportamento magnético no anel depende da quantidade {\displaystyle \beta =2\pi LI_{0}/\Phi _{0}}. Se β<1, ele é reversível e as supercorrentes geram uma modulação fraca sobre o fluxo aplicado. Se β>1, o comportamento é irreversível. O SQUID RF geralmente usa essa característica de histerese, com β variando entre 3 e 6 aproximadamente.
Variação na voltagem pode ser obtida em função da variação do fluxo aplicado {\displaystyle \Phi _{a}}. 

## Características
Os SQUIDs são filmes finos e podem ser feitos por fotolitografia ou por litografia por feixe de elétrons. As ligas mais utilizadas são feitas de nióbio ou chumbo. A resistência é da ordem de alguns ohms e a capacitância de pF.

## Aplicações
Por sua grande sensibilidade, SQUIDs são amplamente utilizados em estudos biológicos. Ele é o sensor utilizado, por exemplo, em magnetoencefalografia (MEG), que é uma técnica neurofisiológica não evasiva que mede a atividade neural do cérebro.
SQUIDs mais modernos utilizam supercondutores com alta temperatura crítica. Isso abriu caminho para uma nova forma de caracterização não destrutiva dos materiais, que permite encontrar falhas (como rachaduras, contaminantes indesejados ou danos por corrosão) antes que a integridade da estrutura seja comprometida.
Instrumentos resfriados com nitrogênio líquido são de interesse para geofísica. Medidas elétricas e magnéticas feitas na superfície da Terra fornecem informações sobre a condutividade em profundidades que variam de poucos metros a dezenas de quilômetros. Pode-se, por exemplo, detectar a presença de petróleo a partir de anomalias locais de condutividade.
No ano de 2004, a sonda Gravity Probe B foi lançada com o objetivo de testar duas teorias feitas pelo físico alemão Albert Einstein. A instrumentação utilizada pela sonda inclui um SQUID como medidor de campo magnético. Foi escolhido devido a sua grande sensibilidade.